# Söke Dinkla
 Söke Dinkla  (* 1962 in Wilhelmshaven) ist eine deutsche Kunsthistorikerin, Kuratorin und Direktorin des Lehmbruck-Museums in Duisburg.

## Leben
Dinkla studierte Kunstgeschichte, Literaturwissenschaften, Volkskunde und Biologie in Kiel, Hamburg und Bielefeld. Im Jahr 1990 war sie Kuratorin beim Siemens Kulturprogramm in München. Im Jahr 1996 wurde sie an der Universität Hamburg mit einer Dissertation über die Geschichte und Ästhetik interaktiver Kunst promoviert. Seitdem arbeitet sie als Kuratorin für zeitgenössische Kunst mit den Schwerpunkten Kunst im öffentlichen Raum und Neue Medien.
In den Jahren 1996 bis 1997 arbeitete sie als freie Kuratorin, von 1998 bis 2000 als feste Kuratorin am Lehmbruck Museum in Duisburg. In dieser Zeit kuratierte sie Projekte wie InterAct! Schlüsselwerke interaktiver Kunst (1997) und Connected Cities. Kunstprozesse im urbanen Netz(1999). Von 2000 bis 2007 war sie Kuratorin für das Kulturfestival Akzente in Duisburg und kuratierte Ausstellungen und Projekte mit Jenny Holzer, Duane Michals, Les Levine u. a. In den Jahren 2005 bis 2007 war sie Mentorin für Public Art bei der Bewerbung Essen für das Ruhrgebiet als Kulturhauptstadt Europas 2010. Im Jahr 2007 übernahm sie die Leitung des Kulturhauptstadtbüros RUHR.2010 in Duisburg und war anschließend für Kunst im öffentlichen Raum bei der Stadt Duisburg verantwortlich. Sie kuratiert sowohl temporäre als auch permanente Projekte im urbanen Raum, wie zuletzt die begehbare Großskulptur Tiger and Turtle – Magic Mountain von Heike Mutter und Ulrich Genth in Duisburg. Im Mai 2013 übernahm sie interimistisch die Nachfolge von Raimund Stecker im Lehmbruck-Museum in Duisburg. Am 20. Dezember 2013 berief das Kuratorium der Stiftung Lehmbruck Museum sie zum Vorstand der Stiftung Wilhelm Lehmbruck Museum und zur Direktorin des Museums. Sie ist verheiratet, Mutter eines Sohnes und lebt mit ihrer Familie in Essen.
Dinkla ist Unterzeichnerin der bundesweiten Kampagne NRW-Erklärung der Vielen vom November 2018, die für den Zusammenhalt in Kunst und Kultur als Teil des zivilgesellschaftlichen Engagements gegen rechtspopulistische sowie völkisch-nationale Strömungen wirbt.

## Werke (Auswahl)
- mit Karl Janssen: Tiger & Turtle – Magic Mountain. Hatje Cantz 2012, ISBN 3-7757-2822-8.
- mit Karl Janssen, Karl-Heinz Petzinka, Oliver Scheytt: Twilight Zone. Internationales Lichtkunstprojekt an der Ruhr, Hatje Cantz 2010, ISBN 3-7757-2754-X.
- mit Karl Janssen: Paradoxien des Öffentlichen. Die Selbstorganisation des Öffentlichen. Duisburg, Verlag für Moderne Kunst Nürnberg 2008, ISBN 3-940748-46-3.
- mit Nina Hülsmeier, Robert Bosshard, Holger Bergmann, Andreas Broeckmann: PubliCity. Constructing the Truth. Kunst im öffentlichen Raum. Duisburg, Verlag für Moderne Kunst Nürnberg 2006, ISBN 3-939738-11-5.
- Jenny Holzer. Die Macht des Wortes. Hatje Cantz Verlag 2006, ISBN 3-7757-1579-7.
- Duane Michals. The Theatre of Real Life. Klartext Verlag 2004.
- Unter der Haut. Biologische Transformationen in der zeitgenössischen Kunst. Wilhelm Lehmbruck Museum Duisburg, Hatje Cantz Verlag 2001.
- Connected Cities. Kunstprozesse im urbanen Netz. Wilhelm Lehmbruck Museum Duisburg, Hatje Cantz Verlag 1999.
- InterAct! Schlüsselwerke interaktiver Kunst. Wilhelm Lehmbruck Museum Duisburg, Hatje Cantz Verlag 1997.
- Pioniere interaktiver Kunst von 1970 bis heute, Hatje Cantz: Ostfildern 1997, ISBN 978-3-89322-923-9.